# Dag el Sabio
Dag el Sabio (n 403) (nórdico antiguo: Dagr Spaka) fue un rey vikingo legendario de Suecia de la Casa de Yngling, hijo de Dyggvi. Dag, según la leyenda, podía entender el lenguaje de los pájaros y tenía un gorrión que reunía consigo noticias de todo el mundo y las compartía con el rey. Durante uno de esos viajes, el gorrión murió y Dag invadió Reidgotaland con su ejército de suiones (considerando la fecha y emplazamiento, presuntamente Gothiscandza) como venganza. Allí fue emboscado por un thrall (esclavo) y asesinado. Su figura protohistórica aparece en la saga Ynglinga, Ynglingatal e Historia Norwegiæ.
Según las versiones más primitivas de la historia que aparecen en Ynglingatal, Historia Norwegiæ e Íslendingabók a Dag le sucedió en diarquía sus hijos Alrekr y Eírikr, que una vez llegado el turno, el trono lo recibió su nieto Agne (en Historia Norwegiæ llamado erróneamente Hogne).
Íslendingabók cita una línea de descendencia en Ynglingatal y menciona a Dag como sucesor de Dyggvi y predecesor de Alrek: x Dyggvi. xi Dagr. xii Alrekr. xiii Agni. xiiii Yngvi. Sin embargo en la saga Ynglinga, Snorri Sturluson menciona a Agne como hijo y sucesor de Dag, y los hermanos Alrek y Eirík como nietos.